# Операція «Вікінгер»
Операція «Вікінгер» (нім. Unternehmen Wikinger) — бойовий похід шести ескадрених міноносців німецьких військово-морських сил у Північне море 22 лютого 1940 року в ході Другої світової війни. Поганий зв'язок та організація взаємодія між Крігсмаріне та Люфтваффе призвели до втрати двох німецьких військових кораблів через «дружнє» бомбардування та підрив на німецьких або британських мінах. Лише шістдесят людей, що вижили внаслідок атак, вдалося врятувати, і операцію було скасовано.
Командування X повітряного корпусу надіслало декілька сигналів морській групі «Вест» з повідомлення про заплановані повітряні операції над Північним морем, але не отримало у свою чергу інформацію про планову морську операцію, що проводили Крігсмаріне. Запит морського командування «Вест» про підтримку з повітря 23 лютого змусив X повітряний корпус запитати, чи були німецькі есмінці в морі, але відповідь надійшла надто пізно; бомбардувальник KG 26 атакував німецькі бойові кораблі.
Розслідування виправдало дії екіпажу бомбардувальника, оскільки пілоти не отримали попередження і жодних ракет для розпізнавання з кораблів не було випущено. Повідомлення про підводні човни, невибіркову стрілянину та загальне хвилювання на есмінцях викликали невизначеність, але комітет постановив, що есмінець «Леберехт Маасс» зазнав бомбардування і що близько 19:56 стався сильний вибух посеред судна. О 20:04 стався ще більший вибух на есмінці «Макс Шульц», який розпався на частини та затонув.

## Історія
На початку 1940 року Крігсмаріне запідозрила діяльність британських рибальських суден навколо Доггер-банки, і розвідувальні польоти літаків Люфтваффе виявили присутність британських підводних човнів. Таким чином Крігсмаріне вирішило перехопити британські кораблі шістьма есмінцями 1-ї флотилії есмінців: «Фрідріх Еккольдт» (лідер), «Ріхард Бітцен», «Еріх Келлнер», «Теодор Рідель», «Макс Шульц» і «Леберехт Маасс» у супроводі винищувачів Люфтваффе.
Операція «Вікінг» (нім. Unternehmen Wikinger) розпочалася о 19:00 22 лютого 1940 року. Флотилія, що діяла з якірної стоянки поблизу Вільгельмсгафена біля Шілліга, швидко рухалася до протоки шириною 6 морських миль (11 км), прикриту оборонним мінним полем, що захищало Німецьку затоку. Кораблі йшли з пеленгом 300°, коли їх атакували з повітря. Близько 19:00 фельдфебель Дьорінг, навідник Heinkel He 111, який летів до узбережжя Англії, побачив кільватерну хвилю корабля, що прямував до порту, і повідомив про це пілота фельдфебеля Єгера. Лоцман побачив корабель, який швидко рухався на північний захід. На морі спостерігачі на «Фрідріху Екольдту» помітили літак, який пролетів над головою на висоті приблизно 500—800 м, не показуючи відповідних сигналів розпізнавання, який незабаром повернувся. О 19:45 пілот і спостерігач, фельдфебель Шреплер, були впевнені, що корабель був торговим судном, яке також не показало жодних сигналів розпізнавання.
Коли «Гейнкель» вагався атакувати, його обстріляли з 20-мм зенітних гармат «Ріхард Бейтцен» і «Еріх Кельнер», чиї офіцери вважали, що впізнали британський літак. Фельдфебель Дьорінг відразу ж відкрив вогонь у відповідь з підфюзеляжного кулемета. Спостерігачі «Макса Шульца» в останню мить помітили німецьке маркування на літаку, але їхнє радіоповідомлення на загальній частоті залишилося без уваги. Оберлейтенант-цур-зее Гюнтер Гоземанн стверджував, що він бачив позначки Люфтваффе у світлі спалахів гармат, але інші сумнівалися в цьому.
Внаслідок атаки бомби влучили в «Леберехт Маас», корабель швидко втратив швидкість, повернувши на правий борт. Коли інші кораблі розвернулися, щоб допомогти кораблю, Бергер наказав їм повернутися в стрій, щоб вони не збилися з проточеного курсу. «Фрідріх Еккольдт» повільно наблизився до «Леберехта Мааса», підготувавши рятувальне та буксирувальне обладнання, коли літак повернувся і вразив «Леберехт Маас» двома бомбами, який розламався навпіл і затонув на глибині 40 м.
О 20:04 стався ще один сильний вибух і спостерігачі на «Ріхард Байтцен» повідомили про ще одну повітряну атаку. «Теодор Рідель», який знаходився на відстані 1000 м від місця вибуху, рухався до нього, коли він отримав гідрофонний контакт з правого борту, що викликало ще більше плутанини. Думаючи, що виявив ворожий підводний човен, «Теодор Рідель» скинув чотири глибинні бомби, які здетонували надто близько до есмінця та заклинили кермо, корабель рухався по колу, поки його не звільнили. Інші есмінці продовжували рятувати тих, хто вижив, але потім спостерігач «Еріха Келлнера» повідомив про підводний човен. Бергер віддав наказ припинити рятувальні операції, поки підводний човен не буде затоплений, «Макс Шульц» не відповів на наказ. Капітан «Еріх Келлнер» намагався протаранити підводний човен, але, ймовірно, це були носові частини «Леберехта Мааса». «Макс Шульц», який все ще не відповідав на радіо виклики, наразився на одну із 120 мін, закладених британськими есмінцями «Айвенго» та «Інтрепід» у ніч з 10 на 11 січня.